# Granville T. Woods

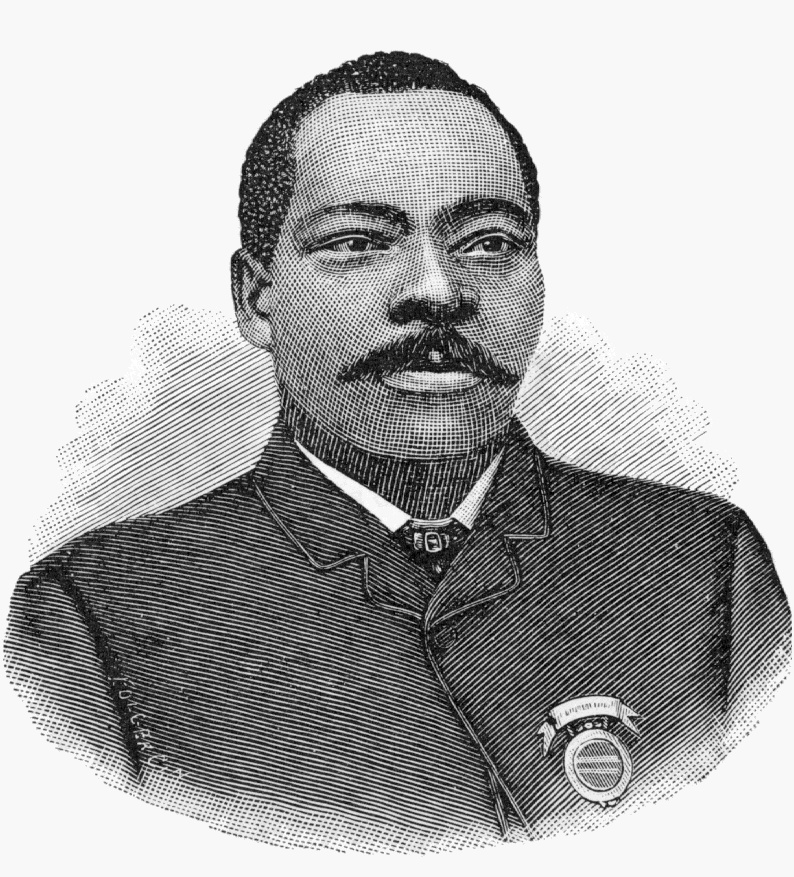
Granville T. Woods (1887)

Granville Tailer Woods (* 23. April 1856 in Columbus, Ohio; † 30. Januar 1910 in New York City) war ein US-amerikanischer Erfinder. Er hielt mehr als 50 Patente.
Der Autodidakt konzentrierte die meisten seiner Arbeiten auf Züge und Straßenbahnen. Eine seiner Erfindungen war die Multiplex-Telegrafie, eine Einrichtung zum Senden von Nachrichten zwischen Bahnhöfen und sich bewegenden Zügen. Seine Arbeit gewährleistete sicherere und bessere öffentliche Verkehrsmittel für die Städte der Vereinigten Staaten.